# Хаџах
Хаџах (арап. حجة), је град на северозападу Јемена, удаљен око 127 km севернозападно од главног града Сане. Град има 35.180 становника, лежи на 1.800 m надморске висине.
Хаџах је главни град јеменске Мухафазе Хаџах, која има 1.480.897 становника.

## Географске карактеристике
Хаџах је град утврђење, због своје конфигурације, смештен је у котлини у тешко проходном терену планинског масива Хаџах. Котлину са југа затвара планина Џибал аш Шараки (2158 m), са северо истока Џибал Бани Маџхаб (2062 m) а са запада Џабал Шамсан (2001 m) из масива Мабџан. И сама котлина пуна је брежуљака, на којима се сместио град над којим доминирају два утврђења; Номан и Ел Кахира.

## Историја града
Највећи траг у Хаџаху оставило је Отоманско царство за време своје прве владавине од почетка 16. до 18. века. Они су изградили Цитаделу Ел-Кахира у 16. веку, под чијим су утицајем подигнуте многе куће у граду.
Хаџах је град утврђење, због своје конфигурације по тешко проходном терену, - због тога је био на гласу као неосвојив град. Зато га је одабрао имам Ахмед ибн Џахџа као своје утврђење и скровиште, након пуча и убиства свог оца првог краља Мутавеклијског краљевства Јемен имама Џахџе Мухамеда 1948. године. Он је из Хаџаха је водио своје племенске борце у борбе против пучиста из Сане, након којих се успео да се врати на трон. Ахмед ибн Џахџа изградио је у Хаџаху своју резиденцију Садан, као своју планинско утврђење и привремено седиште своје одметничке власти. У дворишту те палате, војска имама Ахмеда погубила је многе јеменске републиканске лидере, након пуча из 1948. године. Они који су избегли ликвидацију, били су затворени у страшним затворима; Нафи Ваша и цитадели Ел Кахира.

### Цитадела Ел Кахира
Цитадела Ел Кахира брани улаз у Хаџах са источне стране, то је масивно утврђење, на тешко доступном врху брега са само једним прилазом и улазним вратима, коју су изградили Турци у 16. веку. Утврђење је имало пуно цистерни за воду, које је имам Ахмед Џахџа преуредио у подземне затворе. Данас је тврђава ел Кахира, највећа туристичка атракција града.